# Hiroshi Mori (astronome)
Pour les articles homonymes, voir Hiroshi Mori.
Hiroshi Mori (森弘) est un astronome amateur japonais né le 1er juin 1958. Son prénom peut se lire également Hiromu, mais il utilise Hiroshi sur sa page web personnelle[réf. souhaitée].
C'est un découvreur prolifique d'astéroïdes : il en a codécouvert 45, tous avec Masaru Arai.
L'astéroïde (19190) Morihiroshi a été nommé en son honneur.